# John Jacob Astor, 1.º Barão Astor de Hever
John Jacob Astor, 1.º Barão Astor de Hever (Nova Iorque, 20 de maio de 1886 - Cannes, 19 de julho de 1971) foi um atleta estadunidense que competiu em provas de raquetes e pela Grã-Bretanha. Astor recebeu o título de Primeiro Barão Astor de Hever.
Nascido nos Estados Unidos, mudou-se para a Inglaterra ainda criança, onde tornou-se cidadão britânico em 1889. Teve uma juventude típica de um rapaz inglês: praticou raquetes e  ingressou em um time de cricket, pelo qual jogou entre os anos de 1904 e 1905. Mais tarde, passou brevemente por Oxford e ingressou na Life Guards, onde permaneceu de 1911 a 1918, quando perdeu sua perna direita em ação realizada no mês de setembro. Alguns anos mais tarde, novamente como praticante de raquetes, disputou os campeonatos de 1926 e 1927. Em 1956, foi nomeado barão Astor de Henver. Apesar de ostentar o título por seis anos, deixou o país e mudou-se para a França, onde morreu.
Astor é o detentor de duas medalhas olímpicas, conquistadas na edição britânica, os Jogos de Londres, em 1908. Nesta ocasião, saiu-se campeão da prova de raquetes em dupla ao lado de Vane Pennell, e medalhista de bronze no evento individual, vencido por Evan Noel. Essa foi a primeira e última edição do esporte nos Jogos Olímpicos.